# Cinéma salvadorien
Le cinéma salvadorien est l'activité cinématographique dans l'État du Salvador en Amérique centrale, remontant à la première moitié du XXe siècle, avec deux périodes de part et d'autre de la guerre civile (1979-1992)

## Histoire
Au début du XXe siècle, l'existence des cinémas tels qu'ils existent aujourd'hui n'était pas encore établie. En revanche, les projections avaient lieu en plein air et les images étaient projetées sur des murs spacieux, comme dans les églises. Les sièges devaient être portés par les visiteurs, l'accompagnement sonore était assuré par des spectacles en direct avec des instruments tels que des marimbas, des pianos et parfois des orchestres,,.
La première production connue dans le pays a été Las águilas civilizadas, filmée sur une pellicule 35 mm par Virgilio Crisonino, qui racontait l'histoire d'amour entre une paysanne et son employeur, et a été projetée en 1927. Au cours des 50 premières années de l'histoire du cinéma salvadorien, le genre prédominant était le documentaire et le format 35 mm. La plupart des productions de cette période sont liées au nom d'Alfredo Massi, qui a réalisé 80 films, dont 25 en 35 mm et 55 en 16 mm.
Massi a participé à deux entreprises cinématographiques dans lesquelles une série de documentaires ont été utilisés à des fins de propagande politique par des dirigeants tels que Maximiliano Hernández Martínez, Óscar Osorio et José María Lemus. Massi a filmé et produit le premier film d'actualités salvadorien financé par son propre capital : Lorotone. Un document important de cette période est le tournage des III Juegos Deportivos Centroamericanos y del Caribe (1935). D'autres exemples de son travail sont : La revolución en marcha, El buen café salvadoreño et La presa 5 de noviembre.
Au début du XXIe siècle, la production de films ou de longs métrages est très faible, mais la production de courts métrages est un peu plus importante. Des courts métrages tels que Cinema Libertad, Fumar no se puede et des longs métrages tels que Sobreviviendo Guazapa (es) ont été créés. En outre, de petites entreprises créent des vidéos telles que Decacine. Dans les années 2010, la production de longs métrages a augmenté, mais la plupart d'entre eux étaient des productions liées à la guerre civile (1979-1992) et à la période d'après-guerre, ou des films d'humour absurde,.